# Dębina (Męcina)
Dębina – część wsi Męcina w Polsce, położona w województwie małopolskim, w powiecie limanowskim, w gminie Limanowa.
W latach 1975–1998 Dębina administracyjnie należała do województwa nowosądeckiego.